# Antonio José Iregui
Antonio José Iregui (Cáqueza, 17 de enero de 1864-Bogotá, 1941) es uno de los liberales de Colombia quien fue «un notable y prolífico pensador, activo no sólo en la vida intelectual de su época, sino también en la política de su país».

## Estudios
Egresó del Colegio Mayor de San Bartolomé (Bogotá) y, de allí, se matriculó en la Facultad de Jurisprudencia del Colegio Mayor de Nuestra Senora del Rosario donde se doctoró en 1885 con la tesis Las limitaciones legales de la propiedad.

## Breve biografía
«Fue un acérrimo crítico de Rafael Núñez, lo que le generó mucha oposición y para huir de ella se exilió en la cátedra universitaria, llegando a ser uno de los fundadores de la Universidad Republicana. En materia política fue representante a la Cámara y miembro de las convenciones del Partido Liberal de 1915 y 1922».

## Positivismo en Colombia
Con Nicolás Pinzón Warlosten, Manuel Antonio Rueda, Simón Araujo y José Herrera Olarte, practicaron las ideas liberales provenientes del positivismo de Augusto Comte y Herbert Spencer, las cuales habían sido difundidas desde la Universidad Nacional de Colombia y permitieron la fundación de universidades modernas en Colombia, a saber: el Externado de Derecho, hoy Universidad Externado de Colombia y la Universidad Republicana, hoy Universidad Libre (Colombia).

## En la Universidad Republicana

### Fundación de la universidad
Con Eugenio J. Gómez y Luis Antonio Robles se unió en 1890 a Manuel A. Rueda para crear "una Universidad Libre, Laica, Externa a lo confesional y oficial", después de "cinco años de existencia" del Colegio Académico, como consecuencia del "desarrollo natural de las cosas... surgió la idea de establecer la Universidad Republicana", hoy Universidad Libre (Colombia).

### Cuerpo de profesores de la universidad
Fue parte del cuerpo profesoral de la Universidad Republicana del que formaban parte Salvador Camacho Roldán, Alejo de la Torre, Francisco Eustaquio Álvarez, Juan Félix de León, Juan David Herrera, Aníbal Galindo, Antonio Vargas Vega, Ignacio V. Espinosa, Diego Mendoza, Modesto Garcés, Medardo Rivas, Eladio Gutiérrez, Carlos Arturo Torres, José Herrera Olarte, Luis Antonio Robles, Florentino León, Juan Manuel Rudas, Januario Salgar y Teodoro Valenzuela.

## Anticomunismo
Es uno de los primeros antoicomunistas de Colombia. De ello da cuenta su intervención dirigida a la Convención Nacional del Partido Liberal Colombiano, la cual recoge el El espíritu liberal contemporáneo y el mensaje a la Convención Nacional publicado por la Editorial Minerva de Bogotá en 1929:

El Estado socialista crea una entidad, como el Leviatán famoso. Devora, con la voracidad de Hegel y de Marx, el individuo y su propiedad. No concede más libertad que la de trabajar para la colmena estatista. Finca su ideal colmenar en reproducir la especie, estilo reina ápica, fecundada por afortunados zánganos voladores y gástricos, ineptos para bastarse a sí mismos. La unidad de cambio es el bono de trabajo, hermano de la espórtula. Los que no tienen se imaginan adquirir lo que otros produzcan, por una especie de ensalmo, que abre el egocentrismo humano, para ponerlo al servicio de todos sin diferencias de méritos y aptitudes, que la naturaleza selecciona, torpemente, según los niveladores que enmiendan su obra.
Antonio José Iregüi

## Obra
- Ensayo sobre ciencia constitucional: lecciones dictadas en la Universidad Republicana, Bogotá: Imprenta de Zalamea hermanos, 1897.
- Tercera conferencia leída por Antonio José Iregui: Fundamentos científicos para una reforma docente en Colombia, Bogotá: Imprenta La Crónica, 1898.
- Curso teoría y práctica de economía política adaptada a las necesidades nacionales, Bogotá: Casa editorial El Mercurio, 1905.
- Ensayo biográfico. Salvador Camacho Roldán: síntesis histórica de las ideas, sentimientos y sucesos notables de mediados de fines del siglo XIX y perspectivas del siglo XX, 1919.